# Jane Durán
Jane Durán (1944) es una poeta anglocubana.

## Biografía
Hija del músico español Gustavo Durán de la Generación del 27 y de la inglesa Bonté Crompton, vivió en Estados Unidos y Chile y se estableció en Inglaterra en 1966 tras graduarse en la Universidad de Cornell. 
Empezó a escribir poemas en revistas como New Statesman, The Observer, Times Literary Supplement, Poetry Durham, Poetry London Newsletter, Poetry Review etcétera. Ha publicado tres libros de poemas, Breathe Now, Breathe (1995), 42 poemas líricos, fundamentalmente breves en extensión y densos en contenido relacionables con la poesía de la experiencia; Silences from the Spanish Civil War (2002) y Coastal (2006). Breathe Now, Breathe obtuvo el Forward Poetry Prize de 1995 al mejor libro primerizo de poemas y en 2005 obtuvo el premio Cholmondeley.
En su segundo libro, Silencios de la Guerra Civil Española, traducido al español por la sobrina de Federico García Lorca, Gloria García Lorca, una amiga de la poeta desde la infancia, la poetisa intenta un diálogo con el silencio de su padre, militar en el ejército republicano durante la Guerra Civil, sobre sus experiencias en la misma; esa intención se explica en los últimos tres versos del poema "El silencio de mi padre":
Depone sus armas.
Alza sus brazos encima de su cabeza.
No quiere hablar.
Y los poemas siguientes forman un diálogo poético con aquel silencio. La poetisa visitó los campos de batalla en España, con Aragón como el centro de atención, intentando entrar este pasado fugaz.